# Vassalboro
Vassalboro ist eine Town im Kennebec County des Bundesstaates Maine in den Vereinigten Staaten. 
Im Jahr 2020 lebten dort 4520 Einwohner in 2159 Haushalten auf einer Fläche von 123,83 km².

## Geographie
Nach dem United States Census Bureau hat Vassalboro eine Gesamtfläche von 123,83 km², von denen 114,66 km² Land sind und 9,17 km² aus Gewässern bestehen.

### Geographische Lage
Vassalboro liegt zentral im Norden des Kennebec Countys. Im Westen wird die Town vom Kennebec River begrenzt. Im Nordosten liegt der China Lake, im Südosten der Threemile Pond und zentral gelegen der Webber Pond. Die Oberfläche ist leicht hügelig, ohne nennenswerte Erhebungen.

### Nachbargemeinden
Alle Entfernungen sind als Luftlinien zwischen den offiziellen Koordinaten der Orte aus der Volkszählung 2010 angegeben.
- Norden: Winslow, 8,9 km
- Osten: China, 12,7 km
- Südosten: Windsor, 9,5 km
- Süden: Augusta, 10,1 km
- Westen: Sidney, 11,8 km
- Nordwesten: Waterville, 4,7 km

### Stadtgliederung
In Vassalboro gibt es mehrere Siedlungsgebiete: Center Vassalboro, Cross Hill, East Vassalboro, Getchell Corner, McCoy Crossing, North Vassalboro, Riverside, Seaward Mills, South Vassalboro und Vassalboro.

### Klima
Die mittlere Durchschnittstemperatur in Vassalboro liegt zwischen −7,2 °C (19 °Fahrenheit) im Januar und 20,6 °C (69 °Fahrenheit) im Juli. Damit ist der Ort gegenüber dem langjährigen Mittel der USA um etwa 6 Grad kühler. Die Schneefälle zwischen Oktober und Mai liegen mit bis zu zweieinhalb Metern mehr als doppelt so hoch wie die mittlere Schneehöhe in den USA; die tägliche Sonnenscheindauer liegt am unteren Rand des Wertespektrums der USA.

## Geschichte
Die Besiedlung in Vassalboro startete 1760 entlang des Kennebec Rivers, jedoch zunächst sehr langsam. Acht Jahre später lebten erst zehn Familien in dem Gebiet. Die Town Vassalboro wurde am 26. April 1771 organisiert, zunächst unter dem Namen Vassalborough. Im Jahr 1792 wurde Land an Sidney abgegeben und im Jahr 1829 kam Land von China hinzu. Das Gebiet gehörte zum Kennebec Purchase von Gouverneur Bradfords Plymouth Plantation in Massachusetts.
Das Oak Grove Seminary and Commercial College wurde im Jahr 1844 durch die Society of Friends gegründet.

### Einwohnerentwicklung
| Volkszählungsergebnisse – Town of Vassalboro, Maine | Volkszählungsergebnisse – Town of Vassalboro, Maine | Volkszählungsergebnisse – Town of Vassalboro, Maine | Volkszählungsergebnisse – Town of Vassalboro, Maine | Volkszählungsergebnisse – Town of Vassalboro, Maine | Volkszählungsergebnisse – Town of Vassalboro, Maine | Volkszählungsergebnisse – Town of Vassalboro, Maine | Volkszählungsergebnisse – Town of Vassalboro, Maine | Volkszählungsergebnisse – Town of Vassalboro, Maine | Volkszählungsergebnisse – Town of Vassalboro, Maine | Volkszählungsergebnisse – Town of Vassalboro, Maine |
| Jahr                                                | 1700                                                | 1710                                                | 1720                                                | 1730                                                | 1740                                                | 1750                                                | 1760                                                | 1770                                                | 1780                                                | 1790                                                |
| --------------------------------------------------- | --------------------------------------------------- | --------------------------------------------------- | --------------------------------------------------- | --------------------------------------------------- | --------------------------------------------------- | --------------------------------------------------- | --------------------------------------------------- | --------------------------------------------------- | --------------------------------------------------- | --------------------------------------------------- |
| Einwohner                                           |                                                     |                                                     |                                                     |                                                     |                                                     |                                                     |                                                     |                                                     |                                                     | 1253                                                |
| Jahr                                                | 1800                                                | 1810                                                | 1820                                                | 1830                                                | 1840                                                | 1850                                                | 1860                                                | 1870                                                | 1880                                                | 1890                                                |
| Einwohner                                           | 1188                                                | 2063                                                | 2434                                                | 2761                                                | 2952                                                | 3099                                                | 3181                                                | 2919                                                | 2621                                                | 2052                                                |
| Jahr                                                | 1900                                                | 1910                                                | 1920                                                | 1930                                                | 1940                                                | 1950                                                | 1960                                                | 1970                                                | 1980                                                | 1990                                                |
| Einwohner                                           | 2062                                                | 2107                                                | 1815                                                | 1936                                                | 1981                                                | 2261                                                | 2446                                                | 2618                                                | 3410                                                | 3679                                                |
| Jahr                                                | 2000                                                | 2010                                                | 2020                                                | 2030                                                | 2040                                                | 2050                                                | 2060                                                | 2070                                                | 2080                                                | 2090                                                |
| Einwohner                                           | 4047                                                | 4340                                                | 4520                                                |                                                     |                                                     |                                                     |                                                     |                                                     |                                                     |                                                     |

## Kultur und Sehenswürdigkeiten

### Bauwerke

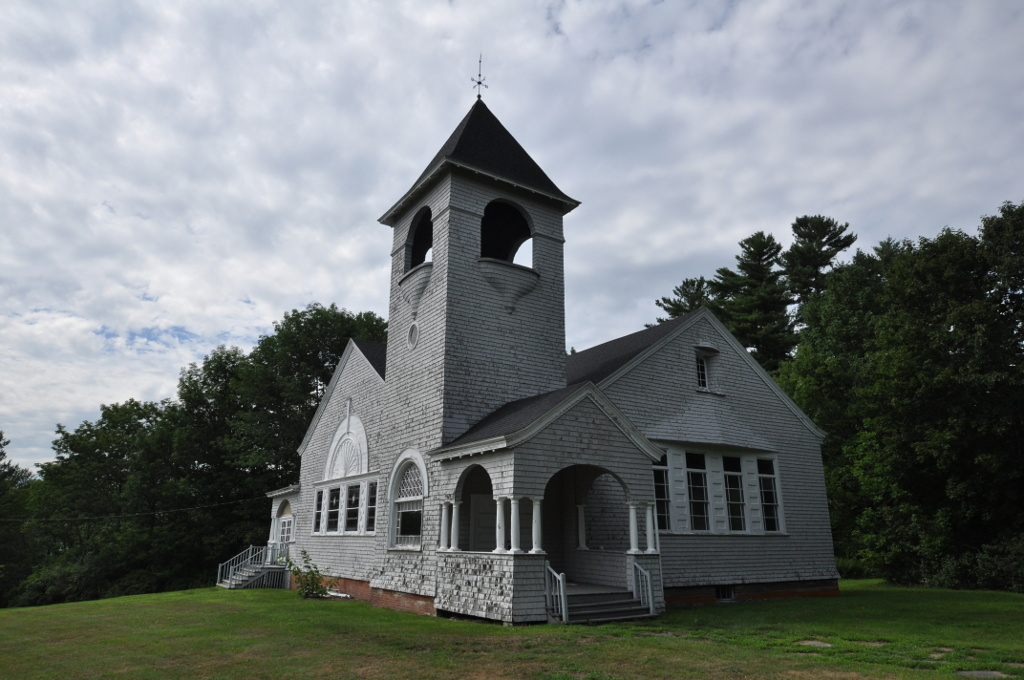
River Meetinghouse

In Vassalboro wurden mehrere Gebäude unter Denkmalschutz gestellt und ins National Register of Historic Places aufgenommen.
- Das Dutton-Small House 1990 unter der Register-Nr. 90001907[9]
- Die Philip Leach House 1983 unter der Register-Nr. 83003644[10]
- Das River Meetinghouse 1977 unter der Register-Nr. 77000073[11]
- Das Riverview House 2001 unter der Register-Nr. 01000369[12]

## Wirtschaft und Infrastruktur

### Verkehr
Der U.S. Highway 201 verläuft in nordsüdlicher Richtung parallel zum Kennebec River durch die Town. Der U.S. Highway 202 verläuft durch die südöstliche Ecke von Vassalboro und die Maine State Route 32 durch die nordöstliche Ecke.

### Öffentliche Einrichtungen
Es gibt keine medizinischen Einrichtungen oder Krankenhäuser in Vassalboro. Die nächstgelegenen befinden sich in Waterville und Augusta.
In Vassalboro befindet sich die Vassalboro Public Library in der Bog Road.

### Bildung
Vassalboro hat sich mit Waterville und Winslow zum AOS92, der Kennebec Valley Consolidated Schools zusammengeschlossen. Im Schulbezirk werden folgende Schulen angeboten:
- George J. Mitchell School, in Waterville, mit Klassen vom Kindergarten bis zum 3. Schuljahr
- Albert S. Hall School, in Waterville, mit Klassen vom 4. bis zum 5. Schuljahr
- Junior High School, in Waterville, mit Klassen vom 6. bis zum 8. Schuljahr
- Senior High School, in Waterville, mit Klassen vom 8. bis zum 12. Schuljahr
- Vassalboro Community School, in Vassalboro, mit den Klassen von Kindergarten bis zum 8. Schuljahr

## Persönlichkeiten

### Söhne und Töchter der Stadt
- Asa Redington (1789–1874), Politiker
- Albert Keith Smiley (1828–1912), Quäker, Pädagoge und Philanthrop